# Febre de la vall del Rift
La febre de la vall del Rift (FVR) és una malaltia vírica que pot causar símptomes de lleu a greus, causat pel virus homònim. Els símptomes lleus poden incloure: febre, dolors musculars i mal de cap que solen durar fins a una setmana. Els símptomes greus poden incloure: pèrdua de vista a partir de tres setmanes després de la infecció, infeccions del cervell que causen greus mals de cap i confusions i sagnat i problemes hepàtics que es poden produir durant els primers dies. L'índex de letalitat entre els que tenen sagnat arriba fins al 50%.

## Simptomatologia

### En humans
- Forma lleu de la FVR en l'ésser humà: Període d'incubació d'entre dos i sis dies. Es poden trobar casos asimptomàtics o amb síndrome febril de tipus gripal.

| Símptomes principals | Altres símptomes*       |
| -------------------- | ----------------------- |
| Cefalea              | Rigidesa de clatell     |
| Dolor muscular       | Sensibilitat a la llum  |
| Dolor articular      | Pèrdua de gana i vomits |

*Aquest darrers símptomes poden confondre's amb els de la meningitis.
- Forma greu de la FVR en l'ésser humà: És poc habitual i consisteix en l'aparició d'un o més dels tres síndromes següents:

1. Malaltia ocular (0,5-2% dels casos): Símptomes de la forma lleu acompanyats de lesions a les retines a partir d'1-3 setmanes després dels primers símptomes. Si les lesions no afecten la màcula, la malaltia desapareix entre les 10 i les 12 setmanes sense deixar seqüeles.
2. Meningoencefalitis (1% dels casos): Els símptomes apareixen a partir d'1-4 setmanes després dels primers símptomes lleus. Símptomes principals: cefalees intenses, pèrdua de memòria, al·lucinacions, confusió, desorientació, vertigen, convulsions, letàrgia i coma. Problemes neurològics a partir dels 60 dies. La taxa de mortalitat és baixa però pot deixar greus seqüeles.
3. Febre hemorràgica (1% dels casos): Els símptomes apareixen a partir de 2-4 dies des dels primers símptomes lleus. El primer símptoma greu és icterícia, posteriorment apareixen hemorràgies diverses (hematèmesi, melenes, nasals, menorràgia..). La taxa de letalitat és d'un 50%.

En general la taxa de mortalitat és inferior a l'1% i la majoria dels casos corresponen a la forma greu amb febre hemorràgica.
- El virus FVR en animals: Pot infectar moltes espècies d'animals i causar malalties greus a animals domèstics com la vaca, l'ovella, la cabra o el camell. L'ovella sembla més vulnerable que la vaca o el camell.

| Símptomes principals          |
| ----------------------------- |
| Avorts en gestants            |
| Mort sobtada en animals joves |
| Diarrees                      |
| Vòmits                        |
| Problemes respiratoris        |
| Febre                         |
| Letàrgia i anorèxia           |
| Salivació excessiva           |

L'edat és un altre factor important en la vulnerabilitat dels animals a la forma greu de la malaltia: el 90% dels bens infectats moren, mentre que la mortalitat de les ovelles adultes pot ser tan sols del 10%.
La taxa d'avortaments a les ovelles gestants infectades s'acosta al 100%. Els brots de FVR en els animals es manifesten sovint per una onada d'avortaments inexplicats en el bestiar, que pot ser el senyal de l'inici d'una epidèmia.

### En animals
La FVR en animals presenta una alta taxa de mortalitat i morbiditat.

## Diagnòstic
La FVR aguda es pot diagnosticar mitjançant diferents proves.:
- Proves immunoenzimàtiques (com ara l'ELISA) per detectar els anticossos IgM causats per la malaltia en les fases incials o els IgG causats per la malaltia i que duren anys. Hi ha risc de reaccions creuades amb altres phlebovirus.
- Tècniques de propagació del virus (per inoculació en animals vius o bé en cultius cel·lulars).
- Proves de detecció d'antígens o RT-PCR (reacció en cadena de la polimerasa amb transcriptasa inversa), també es podria detectar l'antígen per un ELISA. L'antigen a detectar sol ser una proteïna present en la nucleocàpside del virus. La RT-PCR és el mètode estàndard de diagnosi, ja que té una sensibilitat molt alta i és un mètode ràpid. També es pot usar per detectar la presència de virus en tolls on hi ha mosquits.
- Observació de sang al microscopi (per fases inicials de la malaltia), ja que el virus provoca grans virèmies.
- Anàlisi histològic de teixits (histopatologia). Útil per necròpsies, on es podran observar els efectes citopàtics i fer tincions d'immunohistoquímica. Les mostres s'haurien d'extreure en animals en estat virèmic de les seroses i els òrgans on hi hagi petèquia i/o equimosi.
- VNT (Virus Neutralisation Test), també és força usat perquè és molt específic, sensitiu i té un nivell baix de reaccions creuades amb altres phlebovirus. Per contra, no permet diferenciar els malalts dels vacunats.
- Tècniques d'inhibició de l'hemaglutinació (HI), són poc usades i tenen molta activitat creuada amb altres phlebovirus, per tant no és recomanable usar-les en zones endèmiques de la malaltia.
- Tècniques de fixació del complement, són poc usades i també tenen molta activitat creuada amb altres phlebovirus.
- Tècniques d'immunofluorescència.

La confirmació definitiva del diagnòtsic es pot fer sobre la base de l'aïllament del virus en condicions de bioseguretat.
A nivell d'òrgans les afectacions més freqüents que podem observar per fer el diagnòstic són:
- La inflamació i necrosi en certs punts d'òrgans com el fetge o alguns ganglis limfàtics perifèrics.
- Les hemorràgies (petèquies) i la dilatació de la vesícula biliar i la melsa (a nivell subcapsular en el cas de la melsa (esplenomegàlia)).
- Els edemes i la congestió a nivell renal.
- Les hemorràgies (petèquies i equimosis) de l'epicardi i l'endocardi del cor.
- Les enteritis hemorràgiques intestinals (menys habitual).
- La presència d'icterícia (menys habitual).
- Les hemorràgies cutànies generalitzades (menys habitual).
- La presència de fluids en les cavitats corporals (menys habitual).

Aquestes afectacions són més notables en animals vells que en animals joves. Tot i que la necrosi hepàtica és més greu en animals joves.
En animals recents nascuts o fetus avortats, és característic observar hepatomegàlia, palidesa i múltiples focus necròtics blancs o grisos, a diferència dels animals adults que presenten lesions menys greus i possibles focus necròtics puntiformes vermells o grisos.

## Tractament
Actualment l'FVR no té un tractament específic. Això és degut al fet que la majoria de casos són lleus i es curen per si sols. En cabres i ovelles, són força resistents al virus, i en el cas d'emmalaltir, en superar la malaltia la immunitat persisteix durant molt de temps, capaç de transmetre's pel calostre als fills en els primers mesos de vida.
En els casos més lleus no cal aplicar cap mena de tractament. En canvi en els casos més greus, caldrà aplicar un tractament de suport general.
Actualment al personal veterinari i de laboratori que constantment estan exposats a la FVR se'ls hi ha inoculat, de forma experimental, una vacuna inactivada per a ús humà encara que aquesta encara no es pot comercialitzar. L'estudi d'altres vacunes experimentals està en curs.

## Control i prevenció

### Animals
Els casos de FVR es poden controlar mitjançant un programa de vacunació. Important no vacunar els animals un cop ja ha començat el brot, ja que es podria intensificar. Es pot treballar amb vacunes de virus vius atenuats o amb virus inactivats. En el primer cas és suficient una dosis per aconseguir immunitat a llarg termini, però es corre el perill de produir avortaments espontanis en petits remugants. La segona no té aquests efectes secundaris però es necessiten diverses dosis per arribar a la immunitat de l'animal.
Davant la detecció d'animals infectats pel virus, és corresponent aïllar-los en una construcció que protegeixi dels mosquits i aïllada del lloc habitual on està el ramat. El període d'aïllament haurà de ser d'uns 30 dies per minimitzar la propagació de la malaltia.
Realitzar proves freqüents i minucioses per la detecció d'animals malalts. Davant d'un positiu, avisar el veterinari de l'explotació per dur a terme una examinació.
Aquells animals de nova entrada, ja sigui per compra o perquè retornen a l'explotació, han de passar una quarantena de 30 dies.

## Antecedents epidemiològics

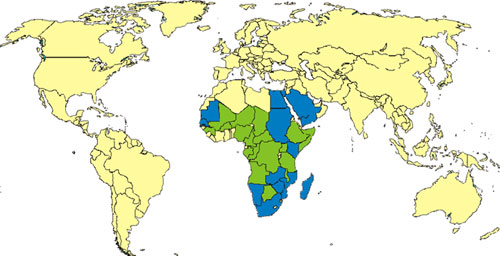
Distribució de la febre de la Vall del Rift a l'Àfrica: En blau: països on la malaltia és endèmica i on hi ha hagu un gran nombre de casos de la malaltia. En verd: països on hi ha hagut pocs casos de la malaltia,aïllament periòdic del virus o evidència serològica de la malaltia.

La malaltia va ser detectada per primer cop, en bestiar, a Kenya als voltants del 1915, però no va ser fins a l'any 1931 que es va aïllar el virus que la causava (RVF).
La major part dels casos reportats es localitzen a l'Àfrica Subsahariana, tot i que s'han enregistrat altres casos més esporàdics. A Egipte entre 1977 i 1978 va ser la causa d'una epidèmia que va deixar milions de persones infectades i milers de morts. A Kenya, l'any 1998 el virus va provocar la mort de més de 400 persones.
L'any 2000 el virus es va expandir fora d'Àfrica cap a l'Orient Mitjà (Aràbia Saudí i el Iemen).
Des d'aquell moment fins ara han anat sorgint diversos brots epidèmics. Els més destacables i importants són els que van tenir lloc a Kenya i Somàlia l'any 2006/07 amb 125 casos de malaltia en persona, dels quals 60 van resultar en mort; i el de Sud-àfrica l'any 2010 on es van reportar uns 87 casos en persones i d'aquestes en van morir 2.
S'han documentat casos esporàdics d'infeccions del virus en animals a Sud-àfrica en els últims anys. L'últim brot important de la malaltia en humans va succeir durant 1974 i 1976, on s'estima que hi ha haver entre 10,000 i 20,000 casos registrats.
El 19 d'octubre de 2011, es va informar que una dona viatgera d'ètnia Caucàsica, que tornava a França des de Zimbabwe, havia contret la malaltia durant la seva estada allà els mesos de juliol i Agost del mateix any.
Més tard, es va reinvestigar el primer sèrum obtingut(25 dies després de l'aparició dels símptomes) i junt amb els resultats de la segona mostra obtinguda(67 dies després de l'aparició dels símptomes) es va classificar la infecció com a "no confirmada".

### Vectors
Els mosquits són la principal via de propagació de la FVR. El control de les larves és senzill, ja que aquestes es desclouen al lloc de la posta, el qual es correspon amb zones humides i d'aigua estancada. Coneixent aquests llocs i amb un bon maneig de les aigües resulta fàcil la prevenció. Per les larves es poden utilitzar plaguicides com a mètode complementari. En canvi pels mosquits adults és l'única manera de combatre'ls: amb plaguicides. Aquestes substàncies han de ser alliberades al medi mitjançant equips especials. En ambdós casos és imprescindible verificar a l'oficina local de serveis d'extensió o al Departament de Maneig de Plagues quins plaguicides estan autoritzats.

### Persones[11]

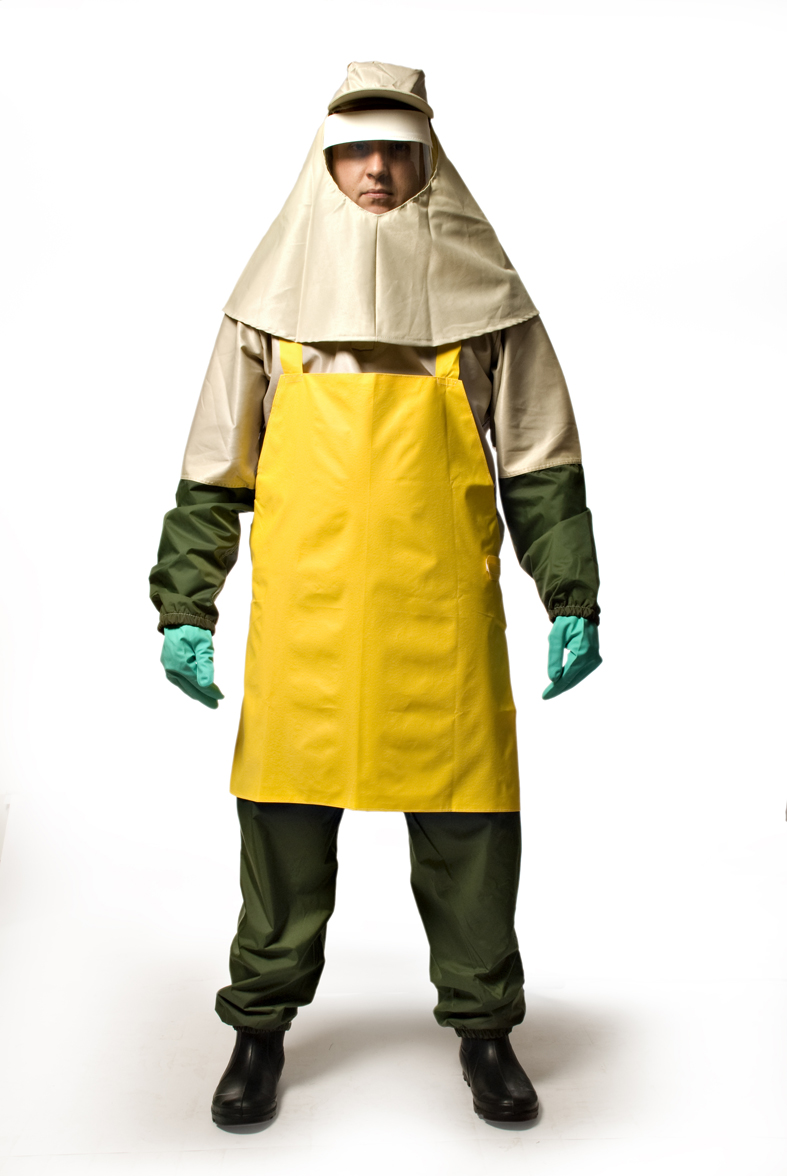
Persona equipada amb EPI's: mascara, guants, botes i roba de teixit especial.

Un punt important en la prevenció per les persones és la protecció contra els vectors. Es recomana que la roba cobreixi tot el cos, és a dir, anar amb màniga llarga i pantaló llarg, tot i que el més adequat en aquestes situacions són els EPIS. També és útil l'ús de repel·lents, els més eficaços són els DEET (N - N - dietil - metatoluamida), que no són perillosos per les persones però si pels animals.
No s'hauria de dur a terme el processament de la carn d'animals infectats i no és recomnable les necròpsies d'aquests. Les persones que hi treballin poden contagiar-se per via respiratòria durant el maneig.
Amb relació a les explotacions veïnes és important analitzar la seva situació higiènica i, en cas d'infecció, prendre mesures conjuntes.
Les persones visitants hauran d'aparcar el vehicle lluny de la zona on es troben els animals malalts, se'ls obligarà a signar un full de registre i en tot moment durant la visita seran supervisats per un treballador de l'explotació. És necessari posar a la vista les normes de bioseguretat.

### Educació sanitària
Donada la manca de vacunació per les persones, davant un brot de FVR on el contacte amb els líquids corporals és la forma més comuna de contagi, la conscienciació de la població pot salvar vides. Un missatge destinat a la població hauria de tractar punts com: la realització de sacrificis i manipulació d'òrgans i teixits d'animals malalts amb la corresponent protecció (EPIS), evitar el consum de sang fresca, llet crua o teixits no cuinats i finalment la important protecció enfront dels vectors mitjançant repel·lents, mosquiteres, etc.

## Risc d'infecció a Espanya
La geografia espanyola presenta unes condicions ambientals apropiades per la introducció del virus i l'establiment de la malaltia en la península (zona nosogènica). Disposa de grans zones humides, temperatures elevades, una àmplia distribució de vectors potencials i una densitat ramadera elevada, fet que garanteix la presencia dhostes susceptibles.
Actualment el risc d'introducció del vFVR Espanya és molt baix, ja que no està permesa la importació en la UE d'animals vius procedents de cap país Africà ni d'Orient Pròxim (Reglament de la UE n 206/2010 de la Comissió del 12 de març del 2010) i la distància entre el territori espanyol i el punt més pròxim on hi ha constància del virus (Mauritània), distància prou gran com per limitar el risc d'introducció de la malaltia per vectors. No obstant la presència de moviments il·legals d'animals degut principalment a la Festivitat musulmana del sacrifici (Aïd al-Adha) categoritza Andalusia i les ciutats autònomes de Ceuta i Melilla com les zones d'Espanya amb major risc d'introducció del VFVR.
Un possible brot de FVR a Espanya suposaria un impacte econòmic important associat principalment a les indústries ramaderes i un gran problema en la salut pública. Per aquest motiu Espanya disposa d'un Programa Nacional de Vigilància enfront de la malaltia de la vall del Rift del Ministeri d'Agricultura, Alimentació i Medi ambient (MAGRAMA) que construeix un marge d'actuació enfront de la detecció d'una potencial entrada del virus a la península. El pla ofereix vigilància animal a tot Espanya, vigilància entomològica a Ceuta i Melilla i també promou la comunicació del risc en les àrees de major risc d'introducció.